# Борислав Гуцанов
Борислав Гуцанов Гуцанов е български политик от БСП - Обединена левица, в периода 1995 – 2021 г. е общински съветник в град Варна, народен представител в XLII, XLV, XLVI, XLVII, XLVIII, XLIX народно събрание, L народно събрание, както и в LI народно събрание. От 2025 г. е министър на труда и социалната политика в  кабинета ,,Желязков’’.

## Биография
Баща му капитан I ранг Гуцан Гуцанов дълги години (1958 - 1981 г.) е командир на „Подводния флот“ на Военноморски сили на България. Майка му е Мария Гуцанова. Има по-голяма сестра. Средното си образование завършва във Втора Математическа гимназия „Д-р Петър Берон“ със специалност физика.
През 1991 г. завършва Висшето военноморско училище „Никола Йонков Вапцаров“ със специалност „Корабоводене на гражданския флот“. През 2017 година Борислав Гуцанов завършва с пълно отличие Военна академия „Г.С.Раковски“ - София със специалност „Стратегическо ръководство на сигурността и отбраната“. Две години по-късно, през 2019 г. завършва и курс по „Методика на научните изследвания“ отново във ВА „Г.С. Раковски“ – София. През 2021 г. от ВА „Г.С. Раковски“ – София му е присъдена образователна и научна степен "доктор" по военнополитически проблеми на сигурността.
Борислав Гуцанов има сключен граждански брак с Моника Гуцанова, имат две дъщери.
На 16 януари 2025 г. е избран за министър на труда и социалната политика в кабинета "Желязков’’.

## Професионална и политическа кариера
Веднага след дипломирането си във ВВМУ Борислав Гуцанов започва работа като помощник-капитан в Параходство „Български морски флот“. След това дълги години трупа опит в корабния бизнес.
Става член на партията през 1988 година. През 1995 г. е избран за член на Градския съвет на БСП - Варна. През същата година става общински съветник.
През 2005 г. е избран за председател на Общински съвет - Варна.
Заема този пост и след местните избори през 2007 г.
Същата година, 2007 г., става председател на УС на Националната асоциация на председателите на Общински съвети в Република България.
На 47 конгрес на БСП е избран за член на Висшия съвет (след промените в устава – Национален съвет) на БСП.
На 48, 49 и 50 конгрес на БСП е избиран за Националния съвет на БСП.
От 2009 г. до 2014 г. член на Изпълнителното бюро на БСП.
От 2016 г. е председател на Съвета по финанси и икономика на БСП.
Председател е на Градската организация на БСП във Варна от 2007 до 2013 г., когато става народен представител.
След градската конференция на БСП – Варна през 2016 г. отново става председател на градската организация на БСП.
От октомври 2020 г. е председател и на Градския съвет и на Областния съвет на БСП, както и член на ИБ на партията.
Избран е за народен представител на 12 май 2013 г. в XLII НС от Коалиция за България(БСП). Бил е заместник-председател и председател на Комисията по регионална политика и местно самоуправление и член на Комисията по транспорт, информационни технологии и съобщения.
Избран е за народен представител на 04.04.2021 г. в XLV народно събрание от коалиция „БСП за България“.
Избран за народен представител на 11.07.2021 г. в XLVI народно събрание от коалиция „БСП за България. Избран за зам.-председател на Комисията по регионална политика, благоустройство и местно самоуправление“.
Избран е за народен представител на 14.11.2021 г. в XLVII народно събрание от коалиция „БСП за България“.
Избран е за народен представител на 02.10.2022 г. в XLVIII народно събрание от коалиция „БСП за България“.
Избран е за народен представител на 02.04.2023 г. в XLIX народно събрание от коалиция „БСП за България“.